# Antriade sténorhynque
Schiffornis stenorhyncha
Espèce
Statut de conservation UICN

 LC  : Préoccupation mineure
L'Antriade sténorhynque (Schiffornis stenorhyncha) est une espèce de passereaux de la famille des Tityridae.

## Liste des sous-espèces
Selon BioLib (13 juin 2018) :
- sous-espèce Schiffornis stenorhyncha panamensis Hellmayr, 1929
- sous-espèce Schiffornis stenorhyncha stenorhyncha (Sclater & Salvin, 1869)

Selon la classification de référence du Congrès ornithologique international (version 8.1, 2018) :
- sous-espèce Schiffornis stenorhyncha panamensis Hellmayr, 1929
- sous-espèce Schiffornis stenorhyncha stenorhyncha (Sclater, PL & Salvin, 1869)